# 春晓吟
《春曉吟》，古琴曲，其琴譜最早見於明朝的《西麓堂琴統》。表現了春天欣欣向榮的景象。

## 收錄琴譜
《西麓堂琴統》、《琴書大全》、《松絃館琴譜》、《徽言秘旨》、《大還閣琴譜》、《德音堂琴譜》、《琴譜析微》、《誠一堂琴譜》、《蘭田館琴譜》、《自遠堂琴譜》、《琴譜諧聲》、《指法匯參確解》、《二香琴譜》、《天聞閣琴譜》、《鳴盛閣琴譜》等約二十部明清琴譜中。

## 曲意
- 《琴譜析微》：「氣之雍和可親者，於歲為春，於昼為曉。」[2]
- 《二香琴譜》：「和平、中正、大方，为諸曲之冠。」[3]

## 演奏版本
- 《自遠堂琴譜》，管平湖、孫貴生演奏[4][5]